# Jambe
Een jambe (mv. jamben)  (Oudgrieks: ἴαμβος, iambos) is een versvoet bestaande uit een onbeklemtoonde lettergreep gevolgd door een beklemtoonde. Men noteert de jambe als {\displaystyle \smile -}. 

## Poëzie
In de Nederlandse poëzie is de jambe de meest gebruikte versvoet. De jambe als versmaat vindt zijn oorsprong in de oude Griekse lyriek, waar de 'iambos' een hekeldicht was. Onder anderen Archilochus (7de eeuw v.Chr.) en Hipponax (6de eeuw v.Chr.) waren jambendichters. De jambe is vernoemd naar de mythologische figuur Iambe (of omgekeerd). Eén jambische maat bestaat uit twee jambische versvoeten ({\displaystyle \smile } — {\displaystyle \smile } —). De jambe werd ook gebruikt voor de gesproken gedeeltes van de Griekse tragedie, die bestaan uit drie jambische maten (zogenaamde 'jambische trimeters'). Een alexandrijn is (in de Nederlandse traditie) een zesvoetige jambische versregel, met eventueel een cesuur na de derde versvoet. 
Bij de Grieken bestond een jambe uit een korte gevolgd door een lange lettergreep. In de Nederlandse poëzie speelt dit onderscheid niet langer een rol en gaat het enkel om de combinatie onbeklemtoonde - beklemtoonde lettergreep. Bijvoorbeeld:
Vera Janacopoulos
Cantilene
Ambrosia, wat vloeit mij aan?
uw schedelveld is koeler maan
en alle appels blozen
de klankgazelle die ik vond
hoe zoete zoele kindermond
van zeeschuim en van rozen
o muze in het morgenlicht
o minnares en slank gedicht
er is een god verscholen
violen vlagen op het mos
elysium, de vlinders los
en duizendjarig dolen
(Jan Engelman)

## Fonologie
In de fonologie wordt de term "jambe" in algemene zin gebruikt om de prosodische structuur van woorden en lettergrepen te beschrijven. Zo heeft bijvoorbeeld het Hixkaryana een jambische lettergreepstructuur. Dit blijkt uit een vorm als òw-to-hó-na, waarvan de laatste lettergreep extrametrisch is.
Het woord jambe heeft zelf een trochaïsche structuur, de tegenhanger van de jambische structuur.